# داريوس الميدي

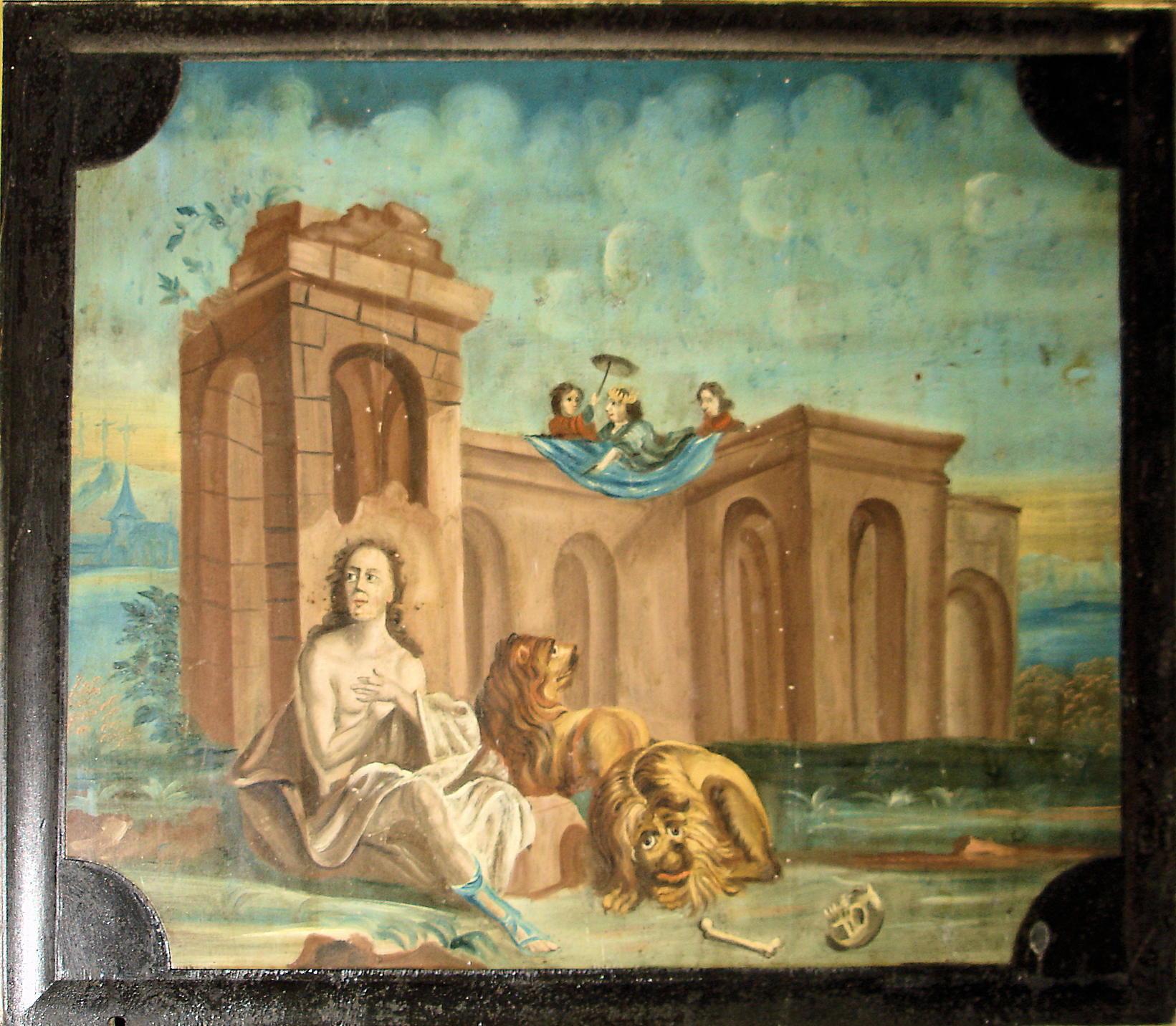

داريوس الميدي هو شخصية ورد ذكرها في سفر دانيال كملك لبابل ما بين عصر حكم بلشاصر وكورش الأخميني. على الرغم من ذلك فهذه الشخصية غير معروفة في التاريخ، ولم يوجد أي ملك حكم بين عهد كل من بلشاصر وكورش. يعتبره معظم العلماء خيالًا أدبيًا، لكن البعض حاولوا مواءمة سفر دانيال مع التاريخ من خلال ربطه بمختلف الشخصيات المعروفة، ولا سيما كورش أو جوبرياس (جوبارو)، وهو الجنرال الذي كان أول من دخل بابل عندما سقطت على يد الفرس في عام 539 قبل الميلاد، والذي يبدو أنه قد تم منحه إدارة بابل بعد الغزو الفارسي، إلا أنه لم يعطى أبدا لقب «ملك بابل».

## سفر دانيال
كان أول ذكر لداريوس الميدي في قصة وليمة بيلشاصر (دانيال 5). عقد بيلشاصر ملك بابل وليمةً عظيمة، ظهرت فيها يدٌ وكتبت على الجدار: «منا منا تقيل وفرسين» (מנא מנא תקל ופרסין). فسّر دانيال الكلمات: إن بيلشاصر وُزن بالموازين فوُجد ناقصًا، وإن مملكته ستقسم بين الميديين والفرس. تنتهي القصة هكذا: «وفي تلك الليلة قُتل بيلشاصر الكلداني (البابلي) وصار داريوس الميدي هو الملك محله».
في قصة دانيال في عرين الأسد (دانيال 6) يستمر دانيال في الخدمة في بلاط داريوس الملك، ويُرقّى إلى منصب عال. يدبّر منافسوه إسقاطه، فيخدعون داريوس ويجعلوه يصدر مرسومًا بمنع الصلاة لأي إله أو رجل سوى داريوس نفسه، ومن لا يلتزم فعقابه العذاب حتى الموت. يستمر دانيال في الصلاة لإله إسرائيل، ومع أن داريوس كان مكروبًا، يعاقبه ويرميه في عرين أسود، لأن مراسيم الميديين والفرس لا يمكن تبديلها. عند الفجر يسرع الملك إلى المكان فيجد دانيال ويقول دانيال له إن الله أرسل ملاكًا ليحميه. يأمر عندئذ داريوس برمي الذي تآمروا على دانيال مكانَه، هم وزوجاتهم وأولادهم.
كان آخر ظهور لداريوس في سفر دانيال (دانيال 9) الذي يقدم رؤيا لدانيال يرى فيها حروب آخر الزمان وانتصار الإسرائيليين على أعدائهم. استُعملت الإشارة إلى داريوس كنقطة علام تأريخية، فكانت الرؤيا في «السنة الأولى من حكم داريوس بن أحشويروش».

## خلفية تاريخية وأدبية

### سفر دانيال في الكتاب المقدس
لا يعتبر المؤرخون سفر دانيال دليلًا موثوقًا للتاريخ. وقد اتفق معظم العلماء على أن دانيال لم يكن له وجود، وأن مؤلف السفر إنما أخذ الاسم من بطل أسطوري من الزمن الغابر ذُكر في سفر حزقيال. والكتاب الذي يحمل اسم دانيال كتاب رؤيا لا كتاب نبوءة، وفيه إشارة خفية إلى اضطهاد أنطوخيوس الرابع السوري الذي حكم بين عامي 175–164 قبل الميلاد لليهود. وبين العلماء اتفاق واسع على أن القصص في الفصول الستة الأولى من الكتاب أسطورية في سمتها، وأن الرؤى في الفصول الخمسة التالية أضيفت أيام اضطهاد أنطوكيوس لليهود، فيكون السفر اكتمل بعيد عام 164 بعد الميلاد.
ينتمي الفصل الخامس والفصل السادس من سفر دانيال إلى القصص الشعبية التي يتكون منها النصف الأول من السفر. واللغة في دانيال 5 (وليمة بيلشاصر) مثلًا، تتبع اصطلاحات الشرق الأدنى القديم، التي توافق أحيانًا اصطلاحات سفر دانيال بدقة. يعتمد دانيال 6 (دانيال في عرين الأسود) على القصة الشعبية البابلية الكلاسيكية، التي تروي معاناة رجل ذي منصب بسبب أعدائه الأشرار ولكنه في النهاية ينقذه تدخل إله لطيف (في قصة دانيال هو إله إسرائيل)، في القصة البابلية الأصلية يكون عرين الأسود مجازًا يدلّ على مِحَن الإنسان في البلاط، ولكن القصة الكتابية تجعل الأسود المجازية أسودًا حقيقية.
في دانيال 6، وبالنظر في معنى نبوءة إرميا بأن إسرائيل ستبقى بائسة سبعين سنة، يقول الملك جبرائيل إن هذه السنين السبعين ستمدد فتصبح سبعين أسبوعًا (أو حرفيًّا: سبعين سبعة) من السنين. تؤرخ الآية الأولى زمن رؤيا دانيال بأنه أول سنة من حكم داريوس بن أحوشيروش الميدي، ولكن ما من داريوس يعرفه التاريخ، وما من وجود لأي ملك بابلي حكم بين عهدي بيلشاصر وقورش تاريخيًّا.

## هويته
أظهر هارولد هنري رولي في دراسة له عام 1935 في دراسته عن سؤال (داريوس الميدي وممالك داريوس الميدي العالمية الأربع) أن داريوس الميدي لا يمكن أن يتطابق مع أي ملك، وأنه في العصر الحديث يراه معظم الناس خيالًا أدبيًّا ممزوجًا بقصة الملك الفارسي داريوس الأول وكلمات إرميا 51:11 أن الله أيقظ روح ملوك مادي لكي يهلك بابل. ومع هذا فإن هناك محاولات عديدة لتعريف داريوس ومطابقته مع شخصيات تاريخية.

### بيبلوجرافيا
- Briant، Pierre (2002). From Cyrus to Alexander: A History of the Persian Empire. Eisenbrauns. ISBN:9781575061207. مؤرشف من الأصل في 2020-01-24.
- Coleman، G. Byrns (1990). "Darius". في Mills، Watson E.؛ Bullard، Roger Aubrey (المحررون). Mercer Dictionary of the Bible. Mercer University Press. ISBN:9780865543737.
- Collins، John J. (1984). Daniel: With an Introduction to Apocalyptic Literature. Eerdmans. ISBN:9780802800206. مؤرشف من الأصل في 2020-01-24.
- Collins، John J. (1998). The Apocalyptic Imagination: An Introduction to Jewish Apocalyptic Literature. Eerdmans. ISBN:9780802843715. مؤرشف من الأصل في 2020-01-24.
- Collins، John J. (1999). "Daniel". في Van Der Toorn، Karel؛ Becking، Bob؛ van der Horst، Pieter Willem (المحررون). Dictionary of Deities and Demons in the Bible. Eerdmans. ISBN:9780802824912.
- Collins، John J. (2002). "Current Issues in the Study of Daniel". في Collins، John J.؛ Flint، Peter W.؛ VanEpps، Cameron (المحررون). The Book of Daniel: Composition and Reception. BRILL. ج. I. ISBN:978-0391041271.
- Hill، Andrew E. (2009). "Daniel-Malachi". في Longman، Tremper؛ Garland، David E. (المحررون). The Expositor's Bible Commentary. Zondervan. ج. 8. ISBN:9780310590545.
- Knibb، Michael (2006). The Septuagint and Messianism. Peeters Publishers. ISBN:9789042917330. مؤرشف من الأصل في 2020-01-24.
- Levine، Amy-Jill (2010). "Daniel". في Coogan، Michael D.؛ Brettler، Marc Z.؛ Newsom، Carol A. (المحررون). The new Oxford annotated Bible with the Apocryphal/Deuterocanonical books : New Revised Standard Version. دار نشر جامعة أكسفورد. ISBN:9780199370504.
- Mobley، Gregory (2012). The Return of the Chaos Monsters. Eerdmans. ISBN:9780802837462. مؤرشف من الأصل في 2020-01-24.
- Newsom، Carol A.؛ Breed، Brennan W. (2014). Daniel: A Commentary. Presbyterian Publishing Corp. ISBN:9780664220808. مؤرشف من الأصل في 2020-01-24.
- Noegel، Scott B.؛ Wheeler، Brannon M. (2002). Historical Dictionary of Prophets in Islam and Judaism. Scarecrow Press. ISBN:9780810866102. مؤرشف من الأصل في 2020-01-24.
- Paul، Shalom (2002). "Mesopotamian Background of Daniel 1-6". في Collins، John J.؛ Flint، Peter W.؛ VanEpps، Cameron (المحررون). The Book of Daniel: Composition and Reception. BRILL. ج. I. ISBN:978-0391041271.
- Seow، C.L. (2003). Daniel. Westminster John Knox Press. ISBN:9780664256753. مؤرشف من الأصل في 2020-01-24.
- Shea، William H. (Autumn 1982). "Darius the Mede: An Update". Andrews University Seminary Studies. ج. 20 ع. 3: 229–247. مؤرشف من الأصل في 2017-08-10.
- Van Der Toorn، Karel (2001). "Scholars at the Oriental Court". في Collins، John J.؛ Flint، Peter W.؛ VanEpps، Cameron (المحررون). The Book of Daniel: Composition and Reception. BRILL. ج. I. ISBN:978-9004116757.
- Waters، Matt (2014). Ancient Persia: A Concise History of the Achaemenid Empire, 550–330 BCE. Cambridge University Press. ISBN:9781107652729. مؤرشف من الأصل في 2020-01-24.